# 湯川周麿
湯川 周麿（ゆかわ ちかまろ、生没年不詳）とは、明治時代の浮世絵師。

## 来歴
豊原国周の門人。姓は湯川、俗称嘉吉。浅草寺中誠心院上地町屋に住む。作画期は明治とされ、役者絵を残す。